# Jiří Pokorný
–
Jiří Pokorný (ur. 14 października 1956 w Brnie) – czeski kolarz torowy i szosowy reprezentujący Czechosłowację, brązowy medalista olimpijski oraz brązowy medalista torowych mistrzostw świata.

## Kariera
W 1976 roku Jiří Pokorný wystartował na igrzyskach olimpijskich w Montrealu, gdzie wraz z kolegami z reprezentacji zajął piątą pozycję w drużynowym wyścigu na dochodzenie. Podczas rozgrywanych cztery lata później igrzysk olimpijskich w Moskwie wspólnie z Teodorem Černým, Martinem Pencem i Igorem Slámą wywalczył brązowy medal w tej samej konkurencji. W drużynowym wyścigu na dochodzenie zdobył jeszcze jeden medal - na mistrzostwach świata w Brnie w 1981 roku razem z Martinem Pencem, Alešem Trčką i Františkiem Raboniem ponownie zajął trzecie miejsce. Startował także w wyścigach szosowych, ale nie odnosił większych sukcesów. Wygrał między innymi dwa etapy wyścigu w Lidicach w 1975 roku.